# Tränensack

Tränenapparat (rechtes Auge):
a = Tränendrüse
b = oberes Tränenpünktchen
c = oberes Tränenröhrchen
d = Tränensack
e = unteres Tränenpünktchen
f = unteres Tränenröhrchen
g = Tränennasengang

Der Tränensack (Saccus lacrimalis) ist ein Teil des Tränenapparats. Er ist der obere erweiterte Teil des Tränennasengangs und liegt in einer Einkerbung des Tränenbeins und des Stirnfortsatzes des Oberkiefers. Er verbindet die Tränenkanälchen, welche die Tränen von der Oberfläche des Augapfels ableiten, und den Tränennasengang, welcher die Flüssigkeit in die Nasenhöhle weiterleitet.
Der volkstümliche Ausdruck „Tränensäcke“ steht nicht für Anteile des Tränenapparates, sondern bezeichnet erschlaffte und herabhängende Haut der Unterlider (Dermatochalasis), eventuell in Kombination mit einer Lidschwellung durch hervorquellendes Fettgewebe.

## Anatomie
Der Tränensack liegt in einer knöchernen Vertiefung des Tränenbeins (Fossa sacci lacrimalis) am nasenseitigen Augenwinkel. Diese Grube wird hinten von der Crista lacrimalis posterior des Tränenbeins und vorn von der Crista lacrimalis anterior des Stirnfortsatzes des Oberkiefers begrenzt.
Der Tränensack hat eine ovale Form. Er hat beim Menschen eine Länge zwischen 12 und 15 Millimeter und ein Volumen von 20 bis 100 mm3. Das obere Ende ist blind geschlossen, was als Tränensackgewölbe (Fornix sacci lacrimalis) bezeichnet wird. Die Tränenkanälchen münden einzeln oder gemeinsam unterhalb des Gewölbes in den Tränensack. Dessen unteres Ende geht sich verjüngend in den Tränennasengang über.
Die Wand des Tränensacks ist mit der Knochenhaut des Tränenbeins und mit der Periorbita verwachsen, so dass sein Lumen stets offen gehalten wird. Die anteriore Oberfläche wird vom inneren Lidband (Ligamentum palpebrale mediale) überzogen. Die posteriore Oberfläche wird vom lacrimalen Teil des Musculus orbicularis oculi gekreuzt, welcher am Tränenbein befestigt ist.
Der Tränensack wird wie der Tränennasengang von einem zweireihigen hochprismatischen Epithel ausgekleidet.

## Funktion und klinische Bedeutung
Der Sack dient hauptsächlich der Entwässerung der Oberfläche des Augapfels bei größeren Mengen Tränenflüssigkeit und hilft auch dabei, Schmutz, Bakterien und andere Fremdkörper von diesem zu entfernen. Die kontinuierliche Flüssigkeitsweiterleitung wird durch Kontraktionen des Musculus orbicularis oculi gewährleistet, der eine Pumpfunktion auf den Tränensack ausübt.
Eine Entzündung des Tränensacks wird als Dakryozystitis bezeichnet.
Der Tränensack kann über die Dakryozystographie abgebildet werden. Dabei werden Kontrastmittel eingeführt und Röntgenbilder davon gemacht.

## Zusätzliche Bilder

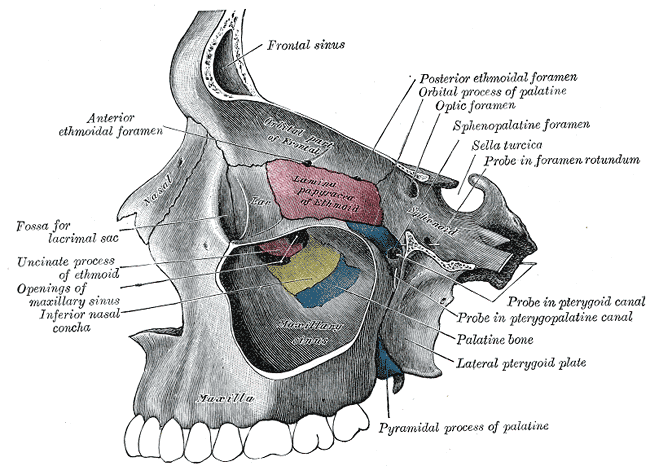
Nasenseitige Wand der linken Augenhöhle
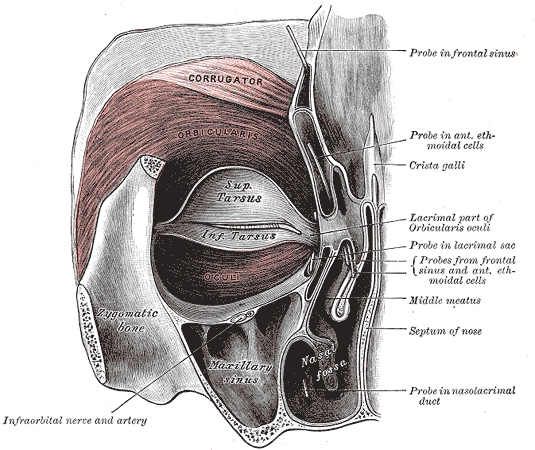
Der linke Musculus orbicularis oculi von hinten gesehen
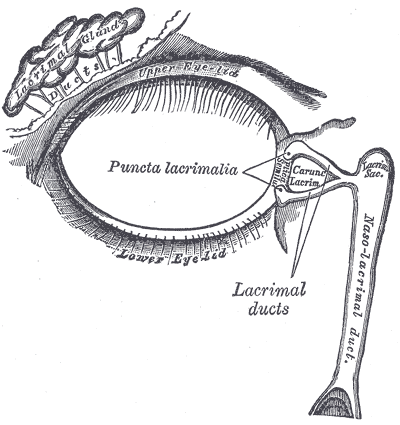
Der Tränenapparat auf der rechten Seite (der Tränensack ist oben rechts sichtbar)
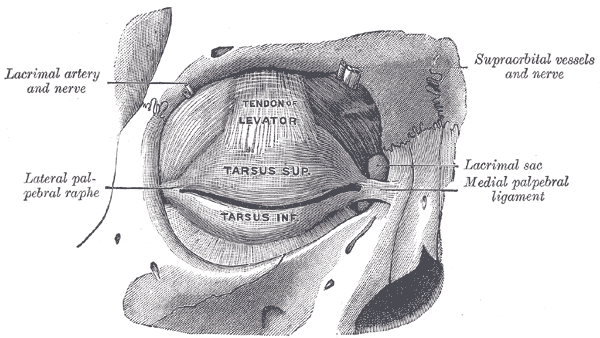
Die Tarsi und ihre Bänder auf der rechten vorderen Seite (der Tränensack ist in der Mitte rechts zu sehen)